# Novina (Stvolínky)
Novina (něm. Neuland) je samota, část obce Stvolínky v okrese Česká Lípa. Nachází se asi 4,5 km na sever od Stvolínek. Je zde evidována jedna adresa. Trvale zde nežije žádný obyvatel.
Novina leží v katastrálním území Stvolínecké Petrovice o výměře 3,41 km2.

## Fotogalerie

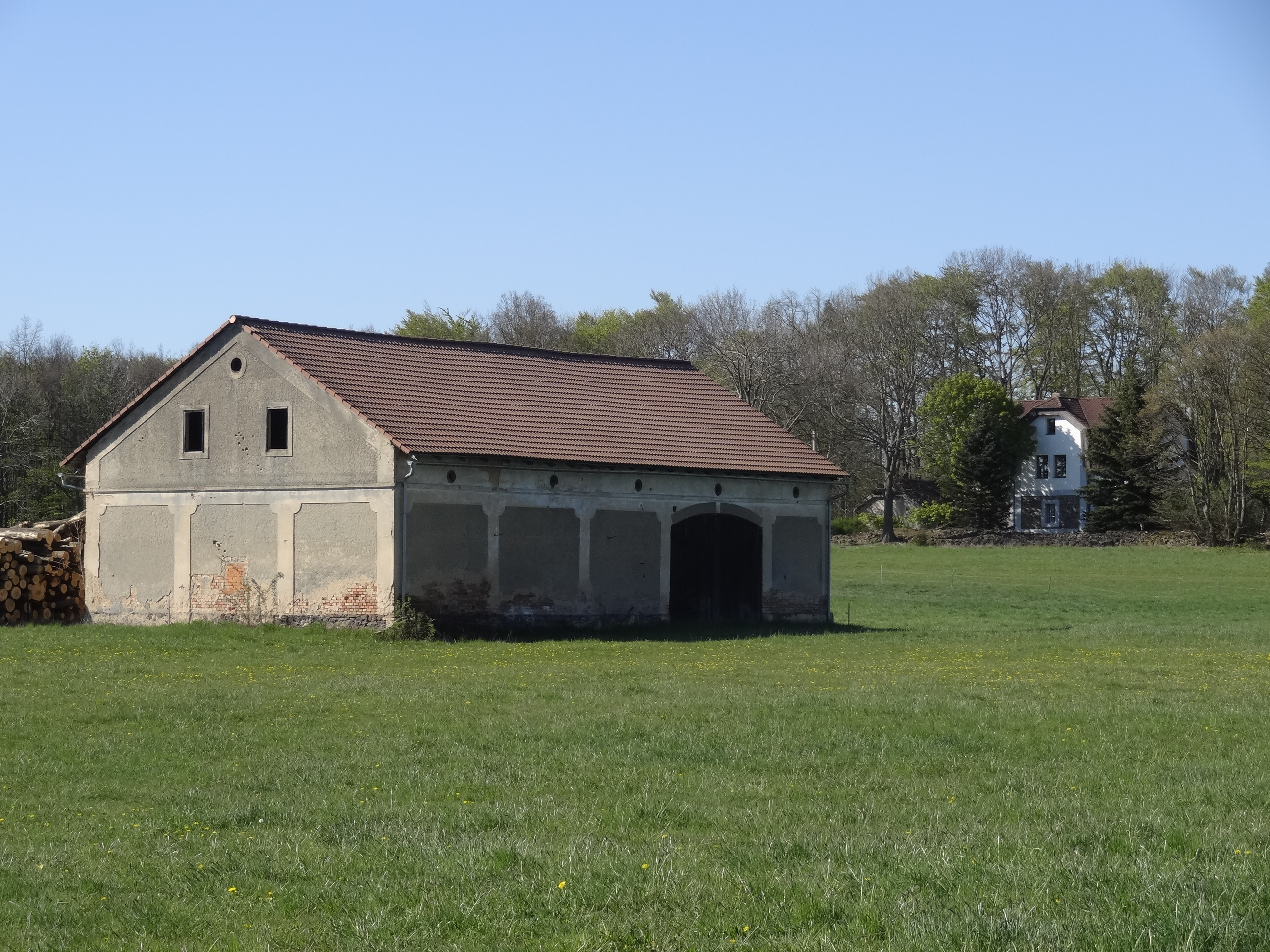
stodola a dům čp. 5
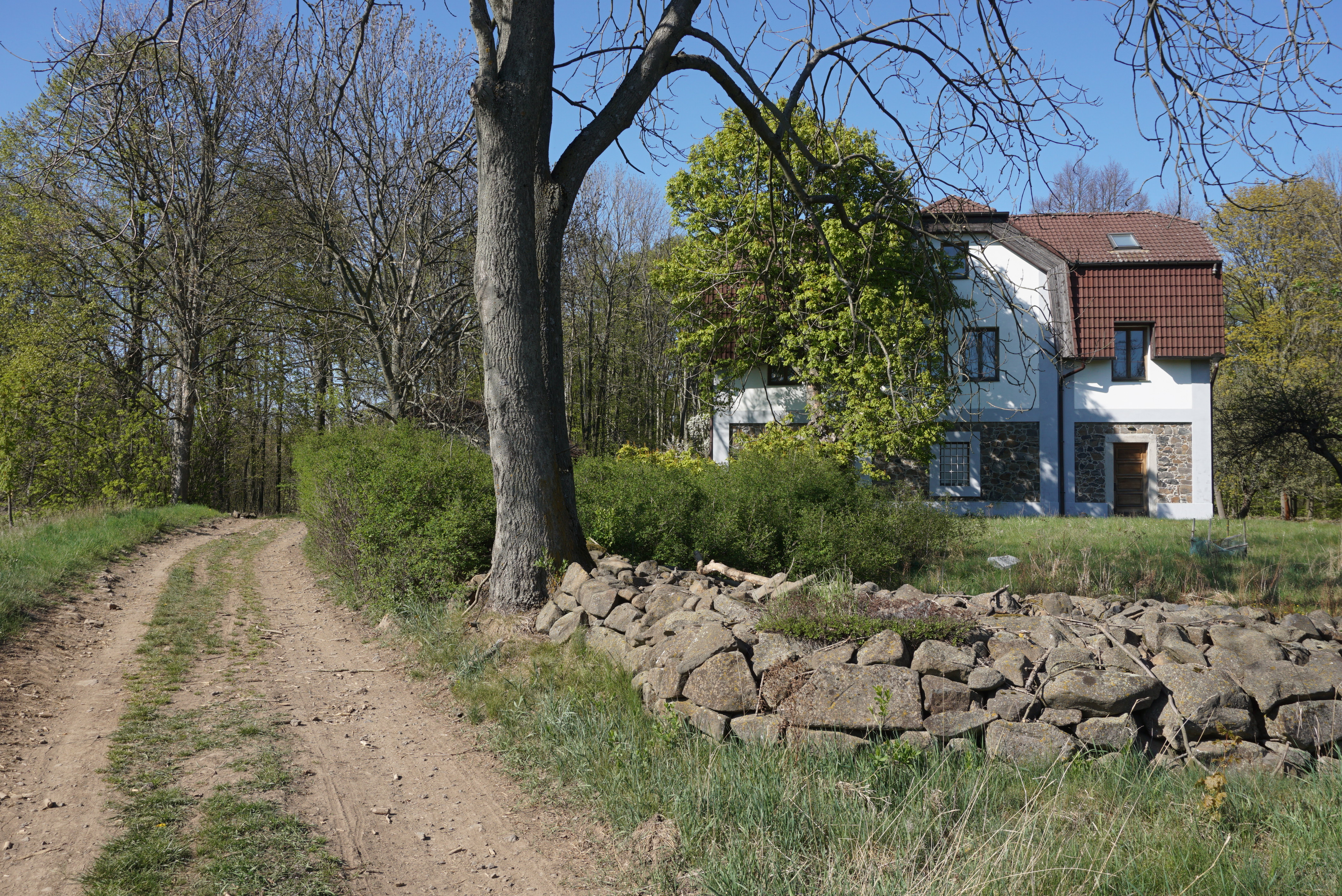
dům čp. 5
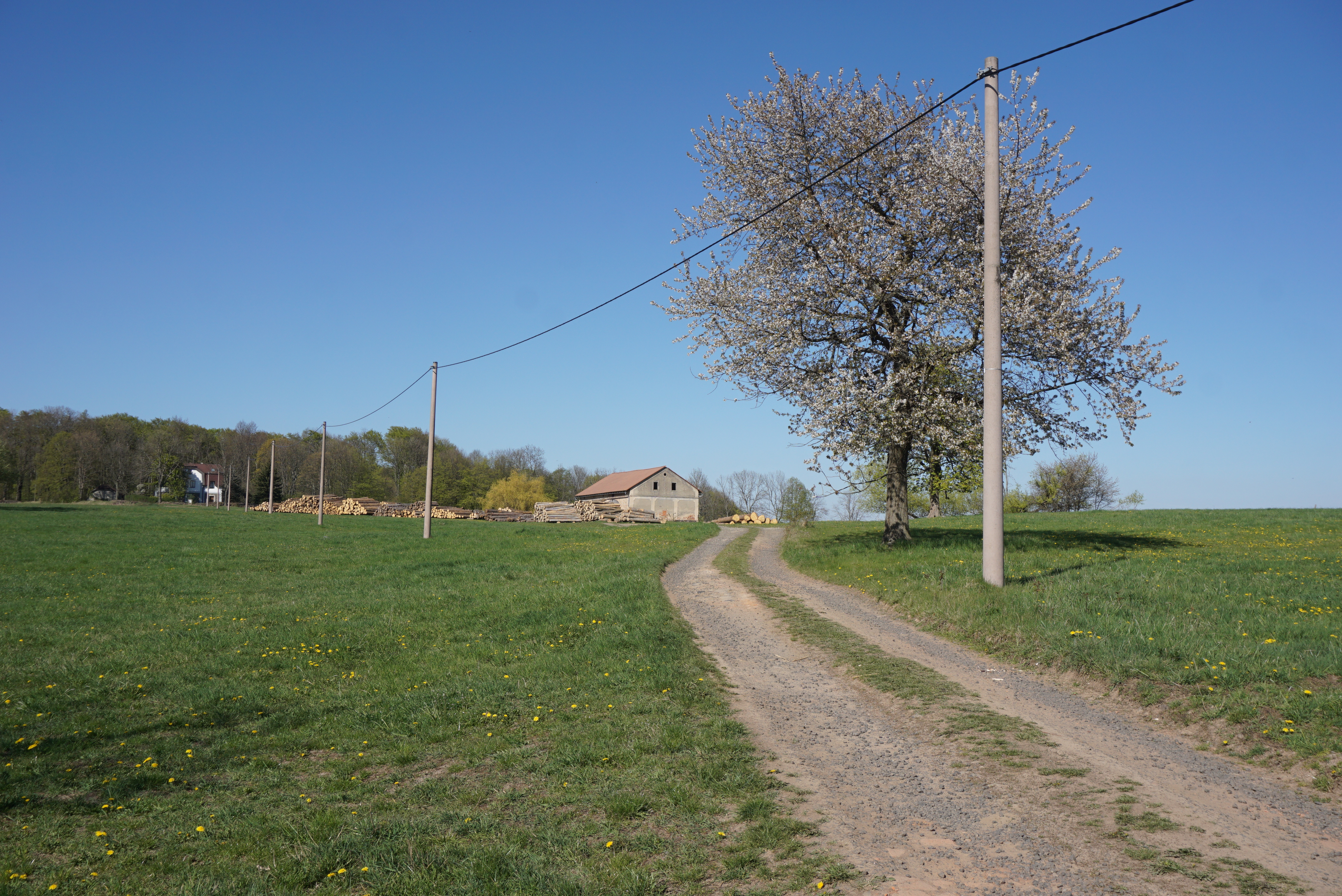
celkový pohled od Stvolíneckých Petrovic